# Liste des cavités naturelles les plus longues de la Marne
La liste des cavités naturelles les plus longues de la Marne recense, sous forme de tableau(x), les cavités souterraines naturelles connues dans ce département français, dont le développement est supérieur ou égal à cent mètres.
La communauté spéléologique considère qu'une cavité souterraine naturelle n'existe vraiment qu'à partir du moment où elle est « inventée » c'est-à-dire découverte (ou redécouverte), inventoriée, topographiée et publiée. Bien sûr, la réalité physique d'une cavité naturelle est la plupart du temps bien antérieure à sa découverte par l'homme ; cependant tant qu'elle n'est pas explorée, mesurée et révélée, la cavité naturelle n'appartient pas au domaine de la connaissance partagée.
La liste spéléométrique des 8 plus longues cavités naturelles de la Marne (≥ cent mètres) est actualisée à fin décembre 2019.
La plus longue cavité souterraine naturelle répertoriée dans le département de la Marne est  « le réseau du Rupt-du-Puits », sur la commune de Trois-Fontaines-l'Abbaye (cf. ligne 1 du tableau ci-dessous).
| \| Histogramme de la répartition des plus longues cavités naturelles de la Marne par classe de développement -- Les 8 cavités citées fin 2019 sont réparties en 4 classes de développement -- \| \| \| \| \| \| \| \| \| \| \| \| \| \| \| classe I >= 5 000 m 1 cavité[s] \| classe II >= 2 000 m et < 5 000 m 0 cavités \| classe III >= 1 500 m et < 2 000 m 1 cavités \| classe IV >= 100 m et < 1 500 m 6 cavités \| \| |                                 |                                             |                                              |                                           |  |
| Le graphique qui aurait dû être présenté ici ne peut pas être affiché car il utilise l'ancienne extension Graph, désactivée pour des questions de sécurité. Des indications pour créer un nouveau graphique avec la nouvelle extension Chart sont disponibles ici . |                                 |                                             |                                              |                                           |  |
| Histogramme de la répartition des plus longues cavités naturelles de la Marne par classe de développement -- Les 8 cavités citées fin 2019 sont réparties en 4 classes de développement -- |                                 |                                             |                                              |                                           |  |
| |                                 |                                             |                                              |                                           |  |
| | classe I >= 5 000 m 1 cavité[s] | classe II >= 2 000 m et < 5 000 m 0 cavités | classe III >= 1 500 m et < 2 000 m 1 cavités | classe IV >= 100 m et < 1 500 m 6 cavités |  |

## Cavités de la Marne (France) de développement supérieur à5 000 mètres
1 cavité est recensée dans cette « classe I » au 31 décembre 2019.
| Réf. | Cavité (autres noms) | Commune                  | Massif ou zone | Coordonnées (WGS 84)        | Développe. (mètres) | Dénivel. (mètres) | Sources ou références                                | Mise à jour |
| ---- | -------------------- | ------------------------ | -------------- | --------------------------- | ------------------- | ----------------- | ---------------------------------------------------- | ----------- |
| 1    | Gouffre de la Béva   | Trois-Fontaines-l'Abbaye |                | 48° 43′ 03″ N, 4° 59′ 59″ E | +017 400, m         | +0050, m          | plongeesout.com, & Maison Lorraine de la Spéléologie | 2015-06     |

## Cavités de la Marne (France) de développement compris entre2 000 mètreset4 999 mètres
Aucune cavité n'est recensée dans cette « classe II » au 31 décembre 2019.

## Cavités de la Marne (France) de développement compris entre1 500 mètreset1 999 mètres
1 cavité est recensée dans cette « classe III » au 31 décembre 2019.
| Réf. | Cavité (autres noms) | Commune                  | Massif ou zone | Coordonnées (WGS 84)        | Développe. (mètres) | Dénivel. (mètres) | Sources ou références                               | Mise à jour |
| ---- | -------------------- | ------------------------ | -------------- | --------------------------- | ------------------- | ----------------- | --------------------------------------------------- | ----------- |
| 2    | Gouffre de la Comète | Trois-Fontaines-l'Abbaye |                | 48° 43′ 32″ N, 5° 00′ 06″ E | +001 500, m         | +0040, m          | Spelunca no 137 & Maison Lorraine de la Spéléologie | 2015-06     |

## Cavités de la Marne (France) de développement compris entre100 mètreset1 499 mètres
6 cavités sont recensées dans cette « classe IV » au 31 décembre 2019.
| Réf. | Cavité (autres noms) | Commune                  | Massif ou zone | Coordonnées (WGS 84)        | Développe. (mètres) | Dénivel. (mètres) | Sources ou références             | Mise à jour |
| ---- | -------------------- | ------------------------ | -------------- | --------------------------- | ------------------- | ----------------- | --------------------------------- | ----------- |
| 3    | Grotte des Ponts     | Cheminon                 |                | 48° 44′ 58″ N, 4° 56′ 54″ E | +001 240, m         | +0022, m          | Maison Lorraine de la Spéléologie | 2015-06     |
| 4    | Fontaine de Trépail  | Trépail                  |                | 49° 06′ 42″ N, 4° 10′ 37″ E | +001 000, m         | +0026, m          | Spéléométrie de la France         | 2000-12     |
| 5    | Nouveau Réseau       | Trois-Fontaines-l'Abbaye |                | 48° 44′ 08″ N, 4° 59′ 26″ E | +000600, m          | +0030, m          | Maison Lorraine de la Spéléologie | 2015-06     |
| 6    | Fontaine Pleureuse   | Villers-Marmery          |                | 49° 08′ 01″ N, 4° 10′ 17″ E | +000360, m          | NC                | Spéléométrie de la France         | 2000-12     |
| 7    | Gouffre du Creusin   | Villers-Marmery          |                | 49° 08′ 08″ N, 4° 10′ 13″ E | +000150, m          | +0034, m          | Spéléométrie de la France         | 2000-12     |
| 8    | Fosse Martin-Godard  | Verzy                    |                | 49° 08′ 30″ N, 4° 09′ 44″ E | +000120, m          | +0040, m          | Spéléométrie de la France         | 2000-12     |